# Quinta dimensión
El término quinta dimensión es una abstracción que aparece en contextos como la física teórica, las matemáticas o la ciencia ficción, se refiere esencialmente al uso de espacios geométricos de cinco dimensiones. En matemáticas, el conjunto de tuplas de N números reales puede ser dotado de una interpretación geométrica que corresponda a un espacio euclídeo de N dimensiones. Cuando N = 5.
El término puede aparecer en discusiones sobre la cuarta dimensión. El espacio abstracto de cinco dimensiones ocurre frecuentemente en las matemáticas, es perfectamente construible. Si el universo real es de 5 dimensiones, esto puede ser explorado en muchas ramas de la física como la astrofísica y la física de partículas.

## Quinta dimensión en física
En física, la quinta dimensión es una hipotética dimensión extra, más allá de las 3 dimensiones espaciales y una de tiempo. Algunos científicos han especulado que el gravitón, una partícula que está asociada a los efectos de la fuerza de gravedad, puede salir a una quinta o más dimensiones y el cual explicaría por qué la fuerza de gravedad es significativamente más débil que las otras fuerzas fundamentales.
La teoría Kaluza-Klein usa la quinta dimensión para unificar la gravedad con la fuerza electromagnética. La idea consiste en que una partícula en un campo electromagnético y que, por tanto, aparentemente no sigue la línea más recta posible vista desde las tres dimensiones espaciales puede ser tratada matemáticamente como una partícula siguiendo la línea más recta posible, línea llamada geodésica de un espacio-tiempo con una dimensión extra. La teoría de Kaluza-Klein usa un formalismo similar al de la teoría de la relatividad general, aunque con una dimensión extra. Puesto que el espacio-tiempo de la teoría de la relatividad es una variedad pseudoriemanniana {\displaystyle ({\mathcal {M}},g)} de dimensión 4, el espacio-tiempo ampliado de Kaluza-Klein sería una variedad de dimensión 5. La "invisibilidad" aparente de la nueva dimensión se explica en uno de los modelos de Kaluza-Klein en que el espacio-tiempo ampliado tiene la estructura topológica {\displaystyle {\mathcal {M}}\times S^{1}}, y de hecho cada punto del espacio-tiempo convencional es de hecho un pequeño círculo de dimensiones inferiores a las atómicas. Esta teoría se considera modernamente como una teoría de unificación, con grupo unificador del círculo {\displaystyle SU(1)\ [=S^{1}]}. La teoría-M amplía esta idea y sugiere que el espacio-tiempo tiene 11 dimensiones, 7 de los cuales están debajo del nivel subatómico.
En 1993 el físico Gerardus 't Hooft publicó el principio holográfico, el cual conjetura que la información de una dimensión extra es visible como una curvatura del espacio tiempo con una menos dimensiones. Por ejemplo, los hologramas son imágenes de 3 dimensiones colocadas en una superficie de 2 dimensiones, el cual da a la imagen una curvatura cuando el observador se mueve. Similarmente, en relatividad general, la cuarta dimensión está manifestada en 3 dimensiones observables como la curvatura de un sendero de un movimiento de partícula (criterio) infinitesimal. Hooft ha especulado que la quinta dimensión es realmente el tejido del espacio-tiempo.

## Quinta dimensión en matemáticas

### Hiperpoliedros o politopos

Demostración de 1 a 5 dimensiones.

En cinco o más dimensiones, solo existen tres hiperpoliedros o politopos regulares. Para N dimensiones, estos son:
1. El n+1-simplex, que posee N+1 vértices, todos en distancias iguales uno del otro y construido usando N+1 símplex de dimensión N-1. Por ejemplo, el símplex de 3 dimensiones es el tetraedro y el símplex de cinco dimensiones es el hexátetron, que tiene 6 vértices, 15 aristas, 20 caras (cada una un triángulo), 15 celdas (o sólidos, cada uno un tetraedro) y 6 hiperceldas (cada una un pentácoron)
2. El politopo medido o hipercubo, tiene 2N vértices los cuales pueden ser escritos (±1,±1,..., ±1) para algunos ajustes compatibles de ejes. Consiste 2N polígonos medidos de la siguiente dimensione menor. Las cinco dimensiones medidas de un polígono es decayeron o pentaracto, tiene 32 vértices, 80 aristas, 80 caras (cada una cuadrado)1 40 celdas (como un cubo), y 10 hiperceldas (cada una teseracto)
3. El politopo de cruz, con 2N vértices, en pares en lados de N ejes coordinados, consiste de 2N simples de N-1. El polígono de cruz de cinco dimensiones es un triacontakaiditeron o pentacruz, con 10 vértices, 40 aristas, 80 caras (cada una triángulo), 80 celdas (cada una tetrahedron), y 32 hiperceldas (cada una pentacoron)

El polígono dual de un simplex es un simplex. Un polígono medido y un polígono de cruz de la misma dimensión es dual uno al otro.
Estas son imágenes proyectadas de las aristas de un decateron regular o pentaracto.

### Hiperesfera pentadimensional
Una hiperesfera en un espacio pentadimensional (también llamada 4-esfera {\displaystyle \scriptstyle S^{4}} debido a que su superficie es una variedad 4-dimensional) consiste en el conjunto de puntos del espacio euclídeo pentadimensional situados a una distancia fija r respecto a otro punto denominado centro. El hipervolumen (5-volumen) encerrado por esta hipersuperficie es:

{\displaystyle V={\frac {8\pi ^{2}r^{5}}{15}}}